# Protéine-kinase
Pour un article plus général, voir Kinase.
 (juin 2025).

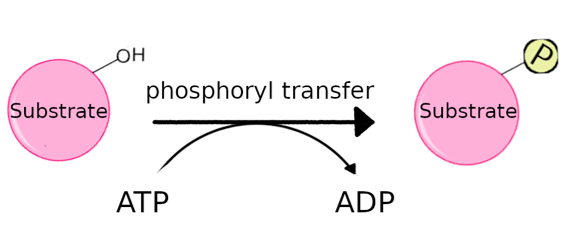
Représentation schématique du mode d'action de la déphosphorylation de l'ATP en ADP, et transfert du groupe phosphate vie les ATPAses.

Les kinases de protéine ou protéine-kinases (de l'anglais protein kinase) sont des enzymes qui catalysent le transfert d'un groupe phosphate de l'adénosine triphosphate (ATP) sur le groupe hydroxyle (–OH) des chaînes latérales des acides aminés ayant une fonction alcool : sérine, thréonine et tyrosine.

## Description
Protéine–OH + ATP → protéine–O-PO32− + ADP
Les protéine-kinases sont impliquées dans la régulation de l'activité des protéines cibles.
Certaines protéine-kinases ont besoin de l'activation d'une cycline pour être fonctionnelles, on les appelle kinases dépendantes des cyclines (Cdk).